# سبورتس رفرنس
سبورتس رفرنس (Sports Reference, LLC) هي شركة تدير عدة مواقع إلكترونية متعلقة بالرياضة، بما في ذلك مواقع: فوتبول رفرنس وباسكتبول رفرنس وهوكي رفرنس وبيسبول رفرنس. كما يحتوي الموقع على أقسام كرة القدم الأمريكية للجامعات وكرة السلة للجامعات، وكذلك الألعاب الأولمبية حتى ديسمبر 2016. ويحاول المواقع تحقيق تغطية شاملة لكل البيانات الرياضية.

## روابط خارجية
- الموقع الرسمي